# Recuperador de calor

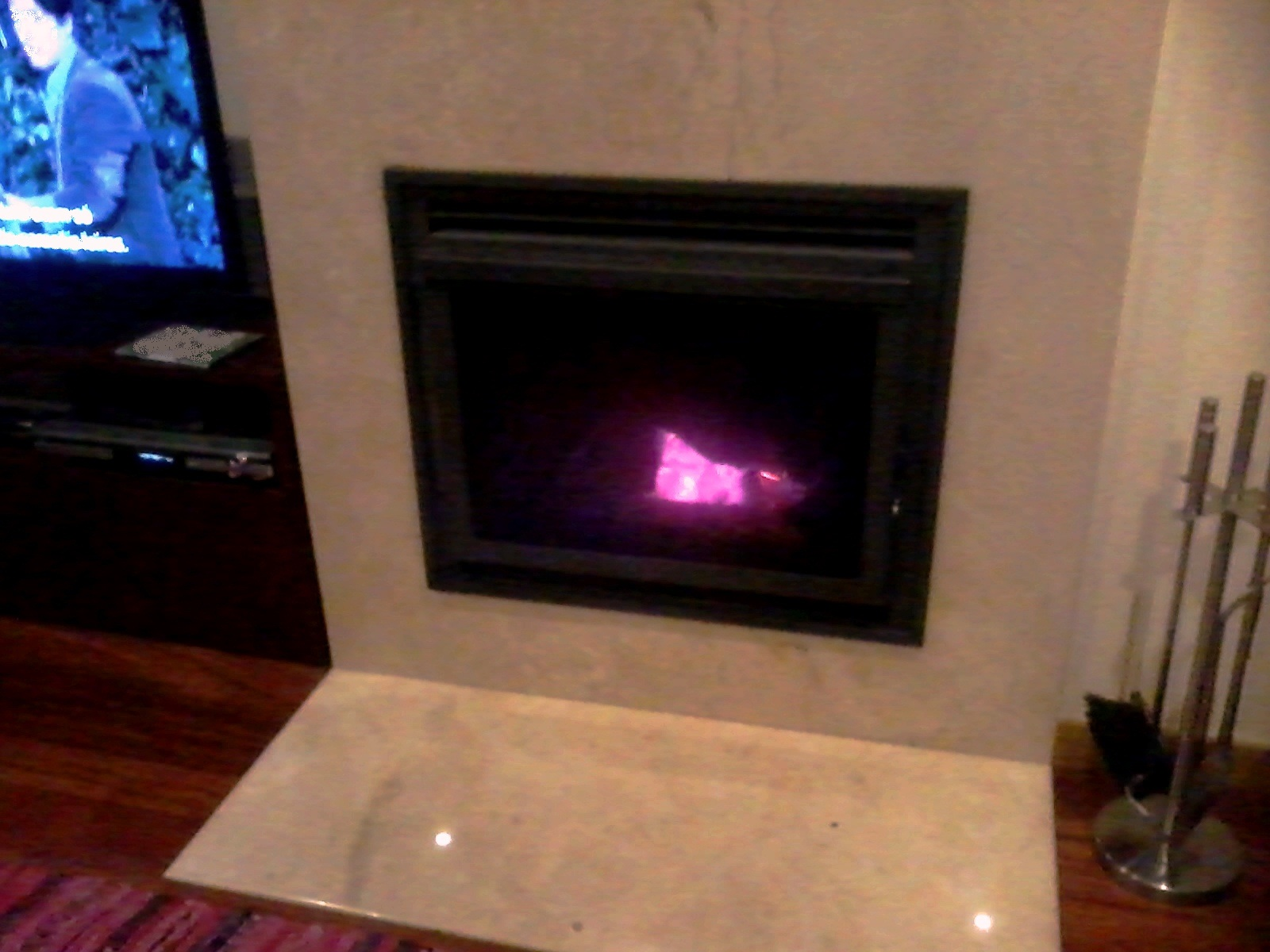
Recuperador de calor

Um recuperador de calor, ou simplesmente recuperador, é um permutador de calor em contracorrente com o propósito especial de recuperação de energia usado para recuperar calor residual dos gases de escape. Em muitos tipos de processos, combustão é usada para gerar calor, e o recuperador serve para recuperar esse calor, a fim de reutilizar ou reciclar. O termo recuperador refere-se também para trocadores de calor em contracorrente líquido-líquido usados em indústrias químicas e refinarias e em processos fechados, tais como ciclos de refrigeração por absorção amônia-água ou água-LiBr. Outras formas de recuperação de calor ou de entalpia incluem o trocador de calor regenerativo (ver alto-forno), a roda de calor, e a roda de entalpia (ver ventilação com recuperação de energia).

## Recuperador de calor a lenha
Recuperador de calor a lenha ou fogão de sala, são sistemas de aquecimento em que são usados lenha ou resíduos florestais para o seu funcionamento. Parece-se a uma lareira, mas fechada.

### Descrição
Sendo a lenha um energia renovável, um recuperador de calor a lenha é concebido tendo em vista maximizar o rendimento da biomassa. Consiste num sistema semelhante às lareiras convencionais, mas concebidos por forma a aumentarem o seu rendimento, dos convencionais 25% para 70% a 80% de aproveitamento de calor. São fabricados com uma porta em vidro vitrocerâmico, de guilhotina ou abertura lateral, aumentando deste modo a segurança no seu funcionamento, o calor é emanado através do vidro e pela estrutura envolvente, que pode possuir tubagem em que distribui também o calor para os lugares contíguos. Nunca deve ser esquecido deixar prevista uma entrada de ar-frio (vindo do exterior).
São peças fabricadas em ferro fundido ou em chapa de aço, sendo que os de ferro fundido demoram mais tempo a libertar calor do que os recuperadores de calor em aço, uma vez que estes são mais espessos.
Ao adquirir um recuperador, o local de produção deve ser levado muito em conta, uma vez que a qualidade da chapa se for de uma liga fraca, durará pouco tempo a deteriorar-se! Tal como se for em fundição de má qualidade com facilidade fissura e desgasta.
Os recuperadores têm que ser certificados e testados oficialmente segundo as normas europeias EN 13229 (para os inserts) ou EN 13240 (para as estufas), o que constitui uma garantia de segurança para as pessoas e os edifícios. A conduta de fumos deve ser em aço inox e obrigatoriamente certificada para o efeito (EN 1856-2)
Numa instalação feita de raiz um recuperador pode ser usado para insuflar ar novo em várias divisões de uma moradia, contribuindo deste modo, não só para o aquecimento mas também para a optimização da qualidade do ar interior.
Os recuperadores constituem, em todos os casos, um aquecimento agradável, económico e verdadeiramente eficaz. Fabricam-se modelos com simples-face, dupla-face, tripla-face, quatro faces e circulares, com dimensões entre 45 a 150 cm.
Existem sistemas a gás e eléctricos que imitam com alguma perfeição, mas não sendo, neste caso, energias renováveis.